# Nikolaj Nikolajevitj Zubov
Nikolaj Nikolajevitj Zubov (ryska: Николай Николаевич Зубов), född 5 maj 1885, död 11 november 1960, var en rysk oceanograf och sedermera konteramiral. Hans släkt innehåller flera berömda ryssar, bland annat en kejsarmördare (Nikolaj Aleksandrovitj Zubov). Han började sin karriär som kavallerist för att sedan ta värvning i flottan, där han fick goda betyg. Han kom att delta i Rysk-japanska kriget 1905, Första världskriget 1914, Ryska inbördeskriget 1918–1921 och Andra världskriget.

## Liv
Fadern Nikolaj Timofejevitj Zubov var personalkapten i Astrachans dragonregemente. Nikolaj Zubov tog studenten och gick med i kadettkåren i Sankt Petersburg. Värvning i flottan följdes 1905 av deltagande i Slaget vid Tsushima. 1914 blev han sjuk och fick lämna flottan, och beslöt då att söka sig till Bergen i Norge och institutet för geofysik jämte andra ryska utbildningar. Han var en tid vetenskaplig sekreterare i den sovjetiska nationella kommittén för polarforskning. Under andra världskriget var han stabschef för isbrytningen vid Vita havet. Efter kriget var han chef för oceanografiska institutet i Moskva. 1953 grundade han institutionen för oceanografi vid geografiska fakulteten vid Moskvas Universitet.
Han undersökte havsvattnet och kom med en teori kring havsvattnets övre skikt (i Ryssland kallad för Zubovkonvektionen). Men han är mest ihågkommen som en vetenskapsman och för att ha varit en flitig skriftställare (1935–1958), jämte soldat. Han fick flera medaljer och utmärkelser.

## Fartygsklass
Nikolaj Nikolajevitj Zubov fick en fartygsklass med forskningsfartyg uppkallad efter sig. Längd 89,7 m * Bredd 13 m * Höjd 4,8 m. 36 passagerare.
Fartyg i klassen, byggår:
- Nikolaj Zubov 1963
- Andrej Vilkitskij
- Boris Davydov
- Semjon Dezjnjov 1968